# KFC in het seizoen 1960/61
Het seizoen 1960/1961 was het zesde jaar in het bestaan van de Kooger betaaldvoetbalclub KFC. De club kwam uit in de Eerste divisie A en eindigde daarin op de derde plaats. Tevens deed de club mee aan het toernooi om de KNVB Beker, hierin werd in de eerste ronde verloren van Ajax (2–4).

## Wedstrijdstatistieken

### Eerste divisie A
|       | AGOVV | BVV   | D.F.C. | EDO   | Enschedese Boys | Fortuna | Helmondia '55 | Hermes DVS | HVC   | Leeuwarden | Limburgia | RBC   | Stormvogels | Veendam | Vitesse | Volendam | De Volewijckers |
| ----- | ----- | ----- | ------ | ----- | --------------- | ------- | ------------- | ---------- | ----- | ---------- | --------- | ----- | ----------- | ------- | ------- | -------- | --------------- |
| Thuis | 4 – 3 | 2 – 0 | 2 – 0  | 1 – 0 | 3 – 2           | 3 – 1   | 5 – 2         | 4 – 0      | 1 – 0 | 1 – 1      | 1 – 0     | 1 – 1 | 1 – 3       | 5 – 2   | 1 – 1   | 3 – 4    | 3 – 2           |
| Uit   | 3 – 2 | 1 – 0 | 0 – 0  | 1 – 2 | 2 – 1           | 1 – 2   | 0 – 4         | 0 – 0      | 2 – 1 | 0 – 2      | 0 – 2     | 2 – 3 | 0 – 0       | 0 – 2   | 1 – 2   | 2 – 1    | 3 – 2           |

### KNVB beker
| Groepsfase                                         | VSV                                                           | 3 – 3 (2 – 2) | KFC                                               |
| 17 augustus 1960 Plaats: Velsen Schoonenberg       | Piet Jager 15', –' (pen.) Anton Hagens 33'                    |               | 2' Henk van Vlierden 16' Ger Farenhorst Eddy Blok |
| Groepsfase                                         | KFC                                                           | 2 – 1 (1 – 0) | ZFC                                               |
| 2 oktober 1960 Plaats: Koog aan de Zaan Breestraat | Martin Koeman 35' Henk van Vlierden 54'                       |               | Bert Cornelisse                                   |
| Groepsfase                                         | Alkmaar '54                                                   | 0 – 1 (0 – 1) | KFC                                               |
| 30 oktober 1960 Plaats: Alkmaar Alkmaarderhout     |                                                               |               | Henk van Vlierden                                 |
| Groepsfase                                         | KFC                                                           | 6 – 0 (0 – 0) | Stormvogels                                       |
| 12 april 1961 Plaats: Koog aan de Zaan Breestraat  | Henk van Vlierden 46', –' Eddy Blok 47', –', 90' Wim Boer 53' |               |                                                   |
| 1e ronde                                           | Ajax                                                          | 4 – 2 (2 – 1) | KFC                                               |
| 29 april 1961 Plaats: Amsterdam De Meer            | Cees Smit 15' Cees Groot 21', –' Bob Westra                   |               | –', –' Martin Koeman                              |

## Statistieken KFC 1960/1961

### Eindstand KFC in de Nederlandse Eerste divisie A 1960 / 1961
| Stand | Gespeeld | Gewonnen | Gelijk | Verloren | Punten | Doelpunten voor | Doelpunten tegen |
| ----- | -------- | -------- | ------ | -------- | ------ | --------------- | ---------------- |
| 3e    | 34       | 20       | 6      | 8        | 46     | 66              | 40               |

### Topscorers
| #                 | Naam              | Goal |
| ----------------- | ----------------- | ---- |
| 1.                | Martin Koeman     | 16   |
| 2.                | Eddy Blok         | 14   |
| 2.                | Henk van Vlierden | 14   |
| 4.                | Wim Boer          | 5    |
| 5.                | Hans Paauwe       | 4    |
| 6.                | Frans Keereweer   | 3    |
| 6.                | Ab Parrée         | 3    |
| 8.                | Anton Haages      | 2    |
| 8.                | Jaap de Lange     | 2    |
| 10.               | Dick Bosschieter  | 1    |
| 10.               | Cees Molenaar     | 1    |
| Onbekend doelpunt |                   |      |
| –                 | Onbekend          | 1    |
| Totaal            | Totaal            | 66   |

| #      | Naam              | Goal |
| ------ | ----------------- | ---- |
| 1.     | Henk van Vlierden | 5    |
| 2.     | Eddy Blok         | 4    |
| 3.     | Martin Koeman     | 3    |
| 4.     | Wim Boer          | 1    |
| 4.     | Ger Farenhorst    | 1    |
| Totaal | Totaal            | 14   |